# Ilha da Revolução de Outubro

Localização da ilha da Revolução de Outubro, na Terra do Norte

A ilha da Revolução de Outubro (em russo:  остров Октябрьской Революции, ostrov Oktiabr'skoi Revoliutsii) é a principal ilha do arquipélago russo de Severnaya Zemlya (Terra do Norte), no Oceano Árctico entre o mar de Kara e o mar de Laptev. Fica entre as ilhas Komsomolets e Pioneiros a norte e a ilha Bolchevique a sul.
Foi explorada pela primeira vez pela expedição de Georgy Ushakov e Nikolay Urvantsev (1930-1932), que foram quem lhe deu o nome em homenagem da Revolução Russa de 1917. Segundo um decreto aprovado em 1 de Dezembro de 2006 pelo extinto governo regional da Taimíria, a ilha foi renomeada ilha de Santa Alexandra (em russo:  остров Святой Александры, ostrov Sviatoi Aleksandri) em memória da czarina Alexandra, assassinada durante a Revolução Russa, mas por enquanto mantém o nome oficial original.
Tem uma área aproximada de 14 170 km², o que faz dela a 59ª maior do mundo. O ponto mais alto é o monte Karpinski, de 965 m. Metade da ilha está coberta de glaciares que chegam ao mar. Nas partes livres de gelo, a vegetação é de tipo desértico ou de tundra.
A ilha da Revolução de Outubro tem cinco glaciares principais: Rusanov, Karpinski, Universitetski, Vavilov e Albanov, e o de Maliutka, menor. De 1974 a 1988, na parte norte do glaciar Vavilov, funcionou uma estação meteorológica. Entre os glaciares correm diversos rios, o principal dos quais é o Bolchaia, que segue o rumo noroeste.